# 茶炊

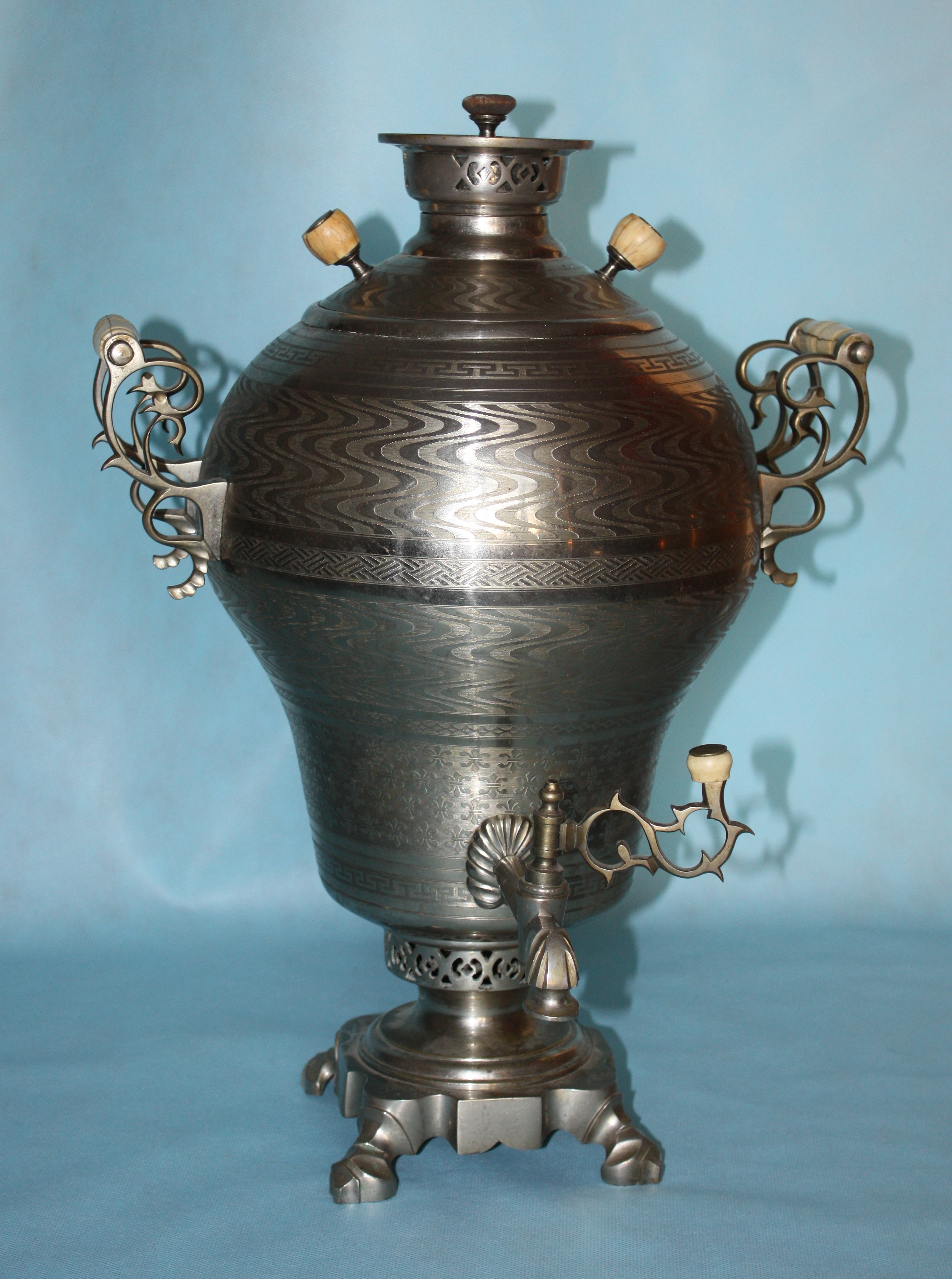
俄羅斯茶炊

茶炊（俄语：самовар，IPA：[səmɐˈvar] ⓘ，文意上代表自行煮沸的）是用金屬打造的加熱容器，主要用途是把水加熱，出現於俄罗斯以及其他国家：包括中欧、东南欧洲、东欧、伊朗、克什米尔和中东。由於茶炊多用於煮茶，任何茶炊在煙囪周圍都有一個環形的附件，可用來盛放茶壺，以獲得濃縮後的茶。
傳統上加熱燃料為柴、煤炭和木炭，而新型態的茶炊則改用電來加熱，類似現今的電熱水爐，而古董茶炊經常被收藏家視為華麗的工藝品。

## 描述
茶炊的材料包括鐵、銅、拋光處理後的黃銅、金、銀或是鎳。一個典型的茶炊包括基座、中央煙囪、上蓋、蒸氣孔、握把、熱水出口水龍頭、滴碗以及茶壺本體。形狀大致上像一個甕、桶或汽缸。尺寸和设计各不相同，最大的桶狀茶炊可以到達400公升；而最小可以小至1公升的容量。

一個傳統的茶壺會有裝熱水的金屬空間、一根從茶炊底部延伸到頂端的垂直金屬管狀物。中央金屬管放置燒熱的煤從而加熱周圍的水。15~20公分的小煙囪會在最頂端，可以藉由煙囪效應達到較佳的加熱效果。水沸騰之後將炭火熄滅，再將炭火堆移除， 即可將沸水從水龍頭盛裝出來。茶壶可以放在煙囪最上層，這個設備被稱為заварка，主要藉由直接加熱的方式把茶濃縮，而被稱為кипяток的沸水則是用來稀釋濃縮茶，隨著個人喜好，可以依照比例變動，不過最常見的水比茶是10:1。

茶炊(1989年一系列前苏联的邮票)
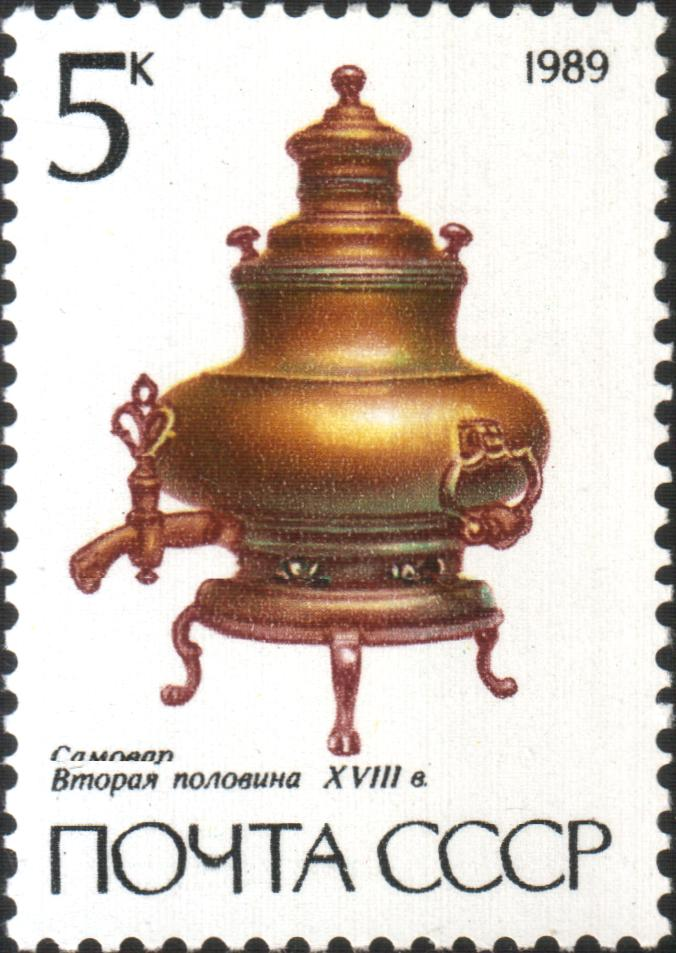
18世纪巴洛克风格的茶壶
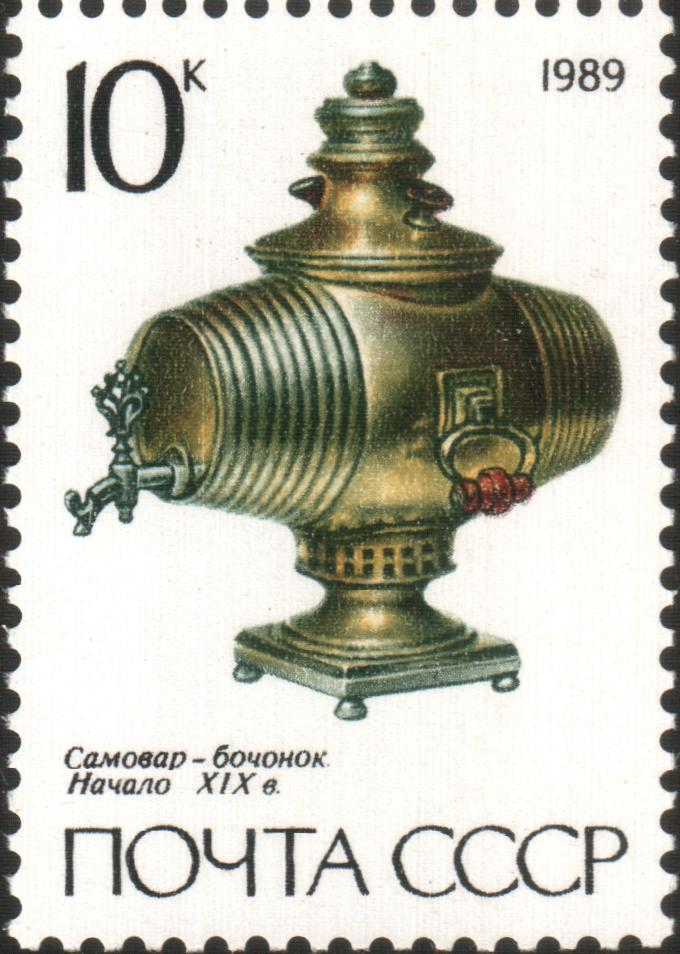
1800年代初期的桶型茶壶
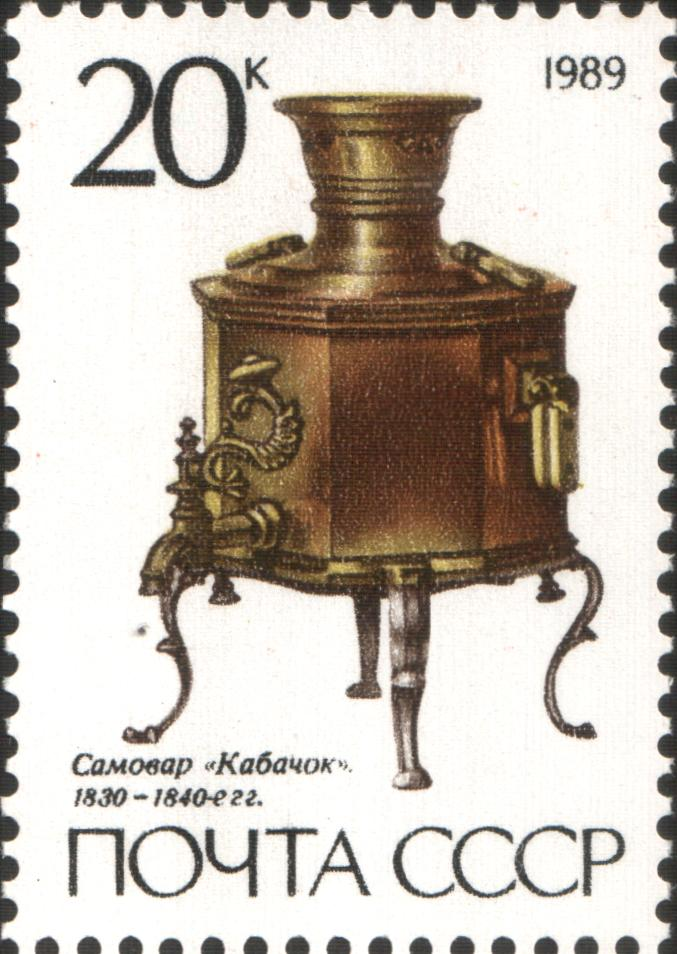
1830年的南瓜造型的茶壶
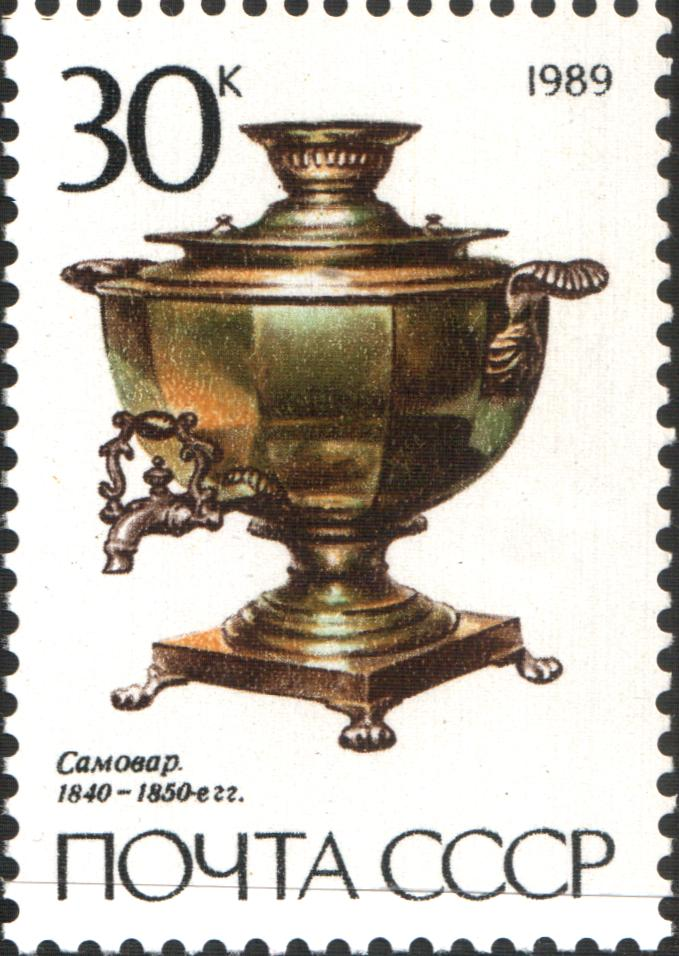
1840年典型花瓶狀的茶炊

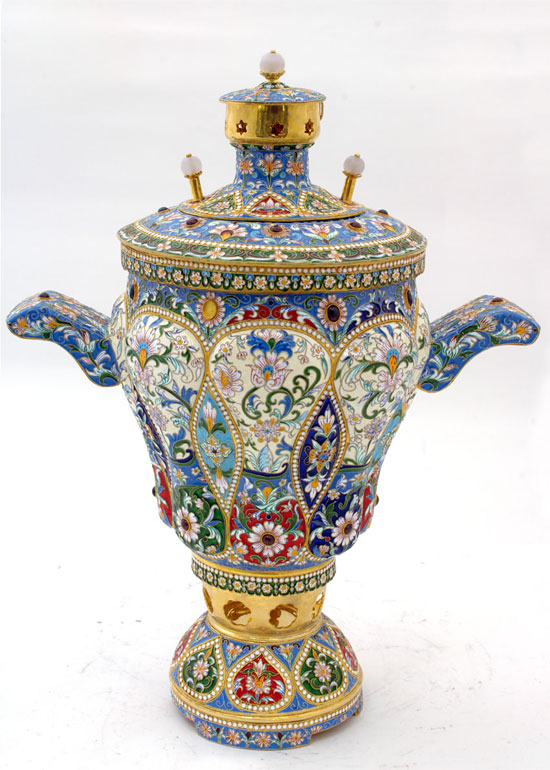
俄罗斯银和搪瓷茶壶，19世纪晚期
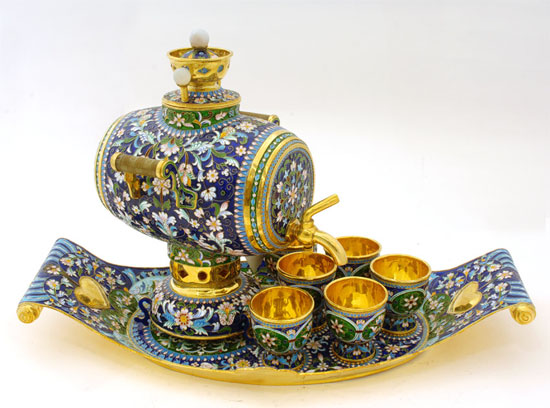
俄罗斯银和搪瓷茶壶用的杯子和盘，19世纪晚期

## 史前时代
在古希臘古典時代有被稱為autepsa的器具，一個花瓶中有一根中央煤管，作用也為水加熱器，是茶炊的前身，另外1989年在亞塞拜然舍基有出土茶壺形狀的陶器，推測出現時代3600年前，這個時代的茶炊與現代茶炊有許多不同，最大的不同是煙囪管不是封閉的，須借用外部的火源來進行加熱。

## 俄羅斯

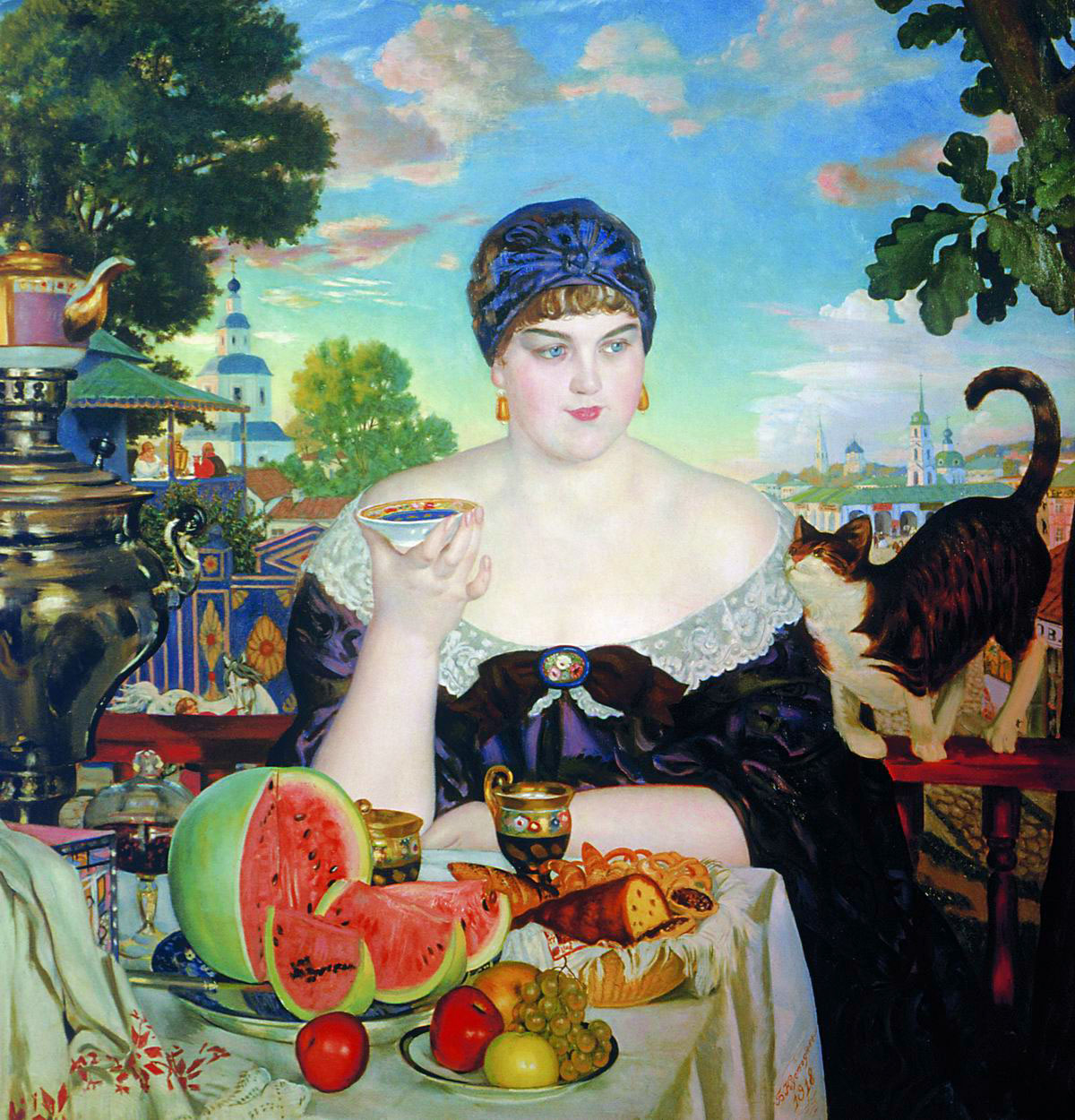
《商人的妻子》，由鮑里斯·庫斯托迪耶夫所創作，展現俄罗斯茶文化

俄羅斯第一個有歷史記載的茶炊是利錫齊內兄弟、伊万·費奧多羅維奇和納扎爾·費奧多羅維奇這些金屬鑄造家族，從他們的童年時代就開始學習如何鑄造金屬，在1778年，利錫齊內兄弟製作出第一個茶炊、同一年也註冊俄羅斯第一間茶炊製造工廠。雖然他們應該不是發明茶壺的人，卻是第一個開始設計各式各樣精美茶壺的人，且對後來的茶炊歷史發展有極大的影響力。一開始茶炊製造商主要居住在图拉，前身為金屬器物製造工廠與軍火商，因此18世紀的圖拉成為了茶炊生產的重鎮。到了19世纪，茶炊已经是俄罗斯茶文化的一个象徵。茶炊被大量生产并出口到中亚和其他地区。
茶炊存在於俄羅斯家庭或是公共場所已經有很長的一段時間，也在俄羅斯人心中具有不可抹滅的地位。俄羅斯也有俗諺：「坐在茶炊邊吧！」代表想要來段悠閒的談話與喝茶，可與之相比的文化有德国喝咖啡会、瑞典咖啡或土耳其的水烟馆文化。
日常使用的茶炊，在過去已經長期被作為燒滾水的器具，各種可燃烧的物品都可當作燃料，如木炭或乾松果，不用於煮滾水時，茶炊仍可以保持闷燃。如果需要迅速重新燃起，只需要依靠風箱，雖然有俄罗斯过膝长靴(сапог)也可以用來替代，不過风箱制造的主要目的，還是用於重新燃起茶炊內的餘燼。

## 伊朗
茶炊文化在伊朗出現並被廣為流傳，旅居在外的人員將之散播、推廣。茶炊在伊朗已使用至少两个世纪以来，除了燃燒煤之外，电力、燃油或天然气也是常見的加熱型態。伊朗工匠们用波斯艺术图案在他們生產的茶炊上。伊朗的博魯傑爾德的是生產茶炊的主要重鎮，甚至有少數的手工製作茶炊。博魯傑爾德的茶炊通常使用德国银製作。博魯傑爾德的艺术茶炊被收藏在伊朗和西方博物馆作为描繪伊朗的艺术水平和手工艺品。

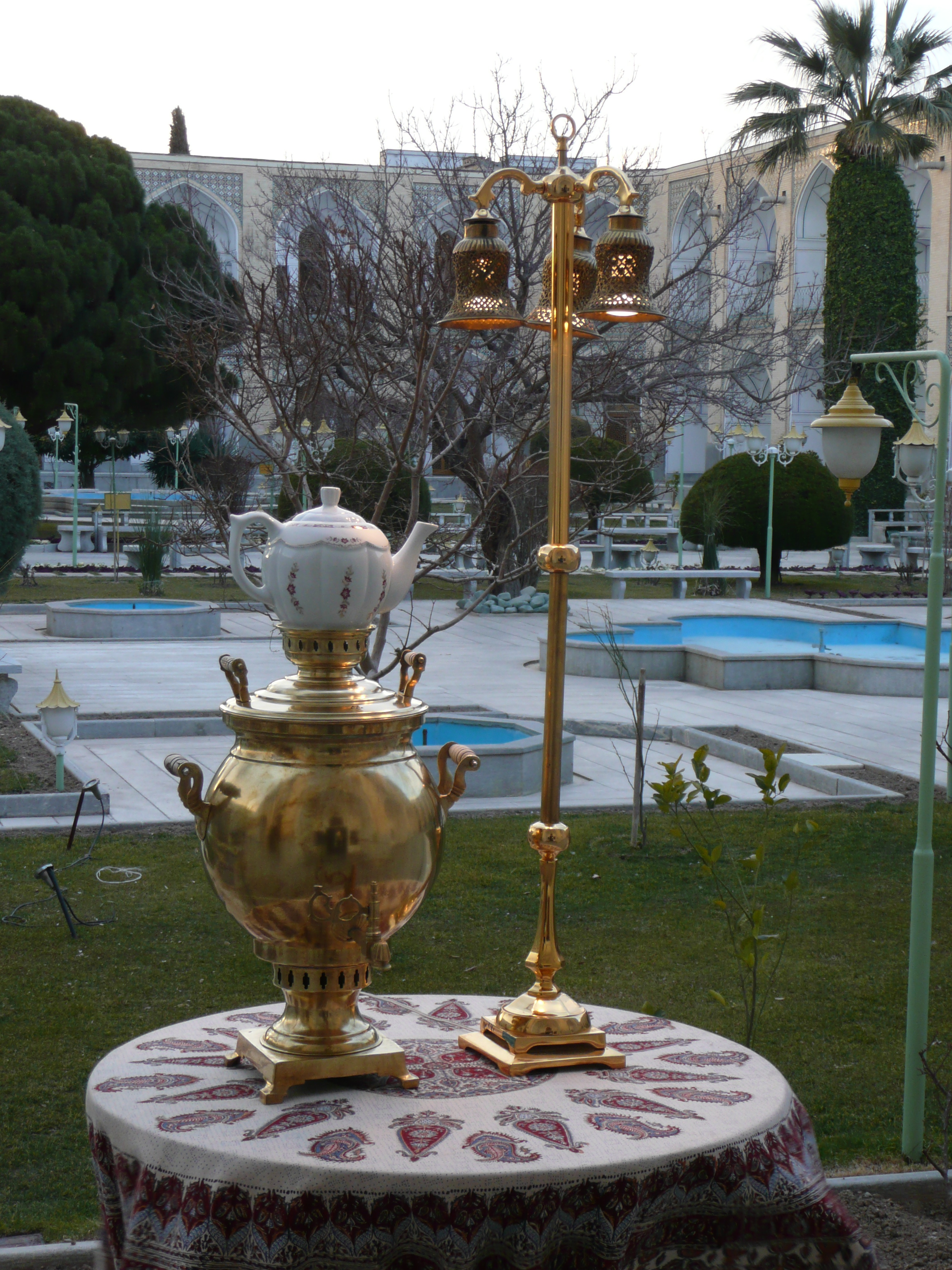
伊朗伊斯法罕的茶炊

## 喀什米爾
茶炊在喀什米爾也是傳統的加熱器具，主要被卡哈瓦人盛裝鹹茶。克什米尔茶炊是由在壓印、銅刻書法圖案在茶炊上。事实上，克什米尔茶炊有兩種變形，铜茶壶被用於穆斯林而黄铜則被当地印度教徒称为克什米尔潘迪特，黄铜茶炊內層是镀镍。茶炊內層有炭火容器，可以放置木炭。围着火堆容器内存在的空间水沸腾， 茶叶、糖、豆蔻與桂皮一起被放入水中。

## 土耳其

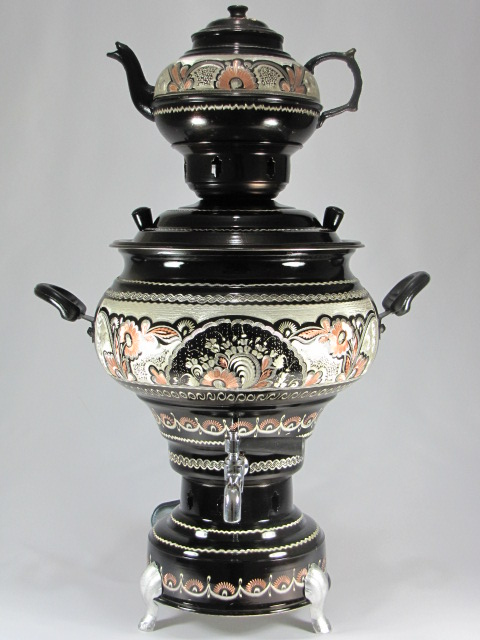
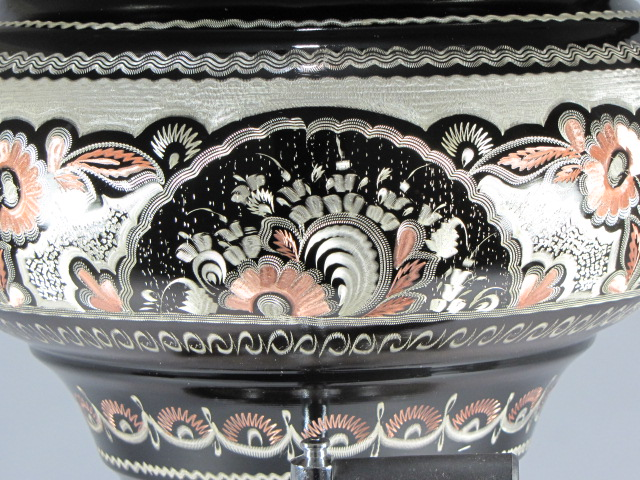
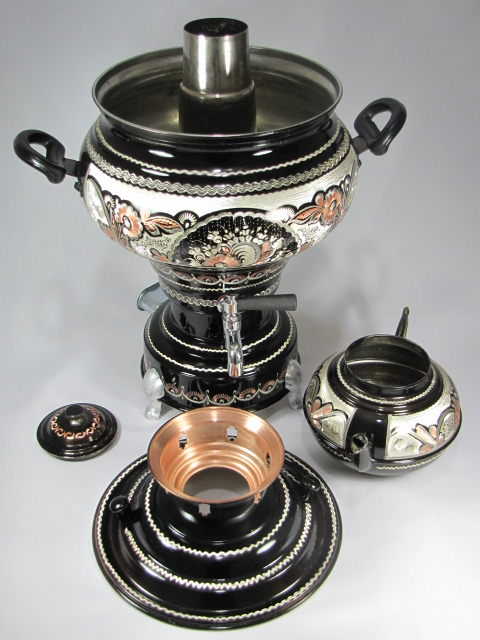

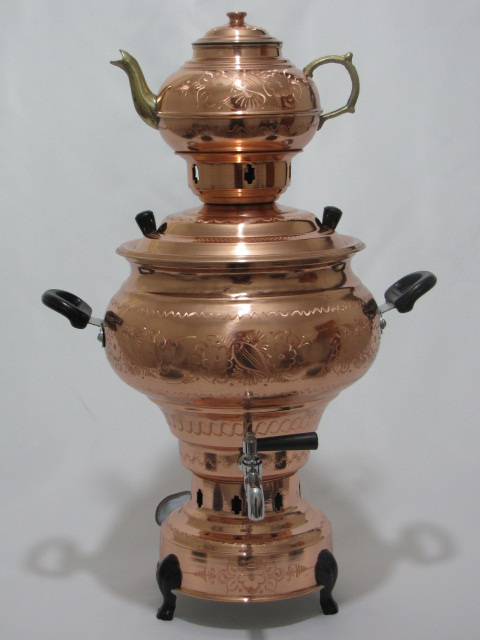
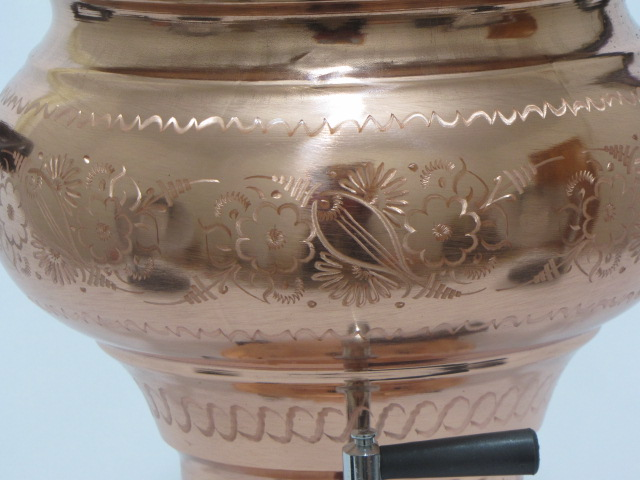
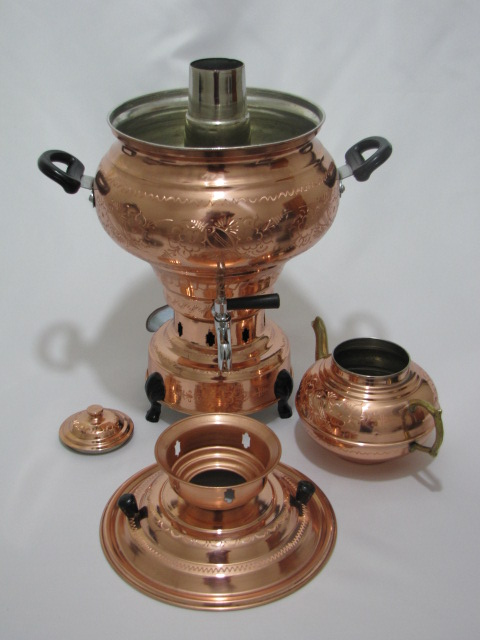

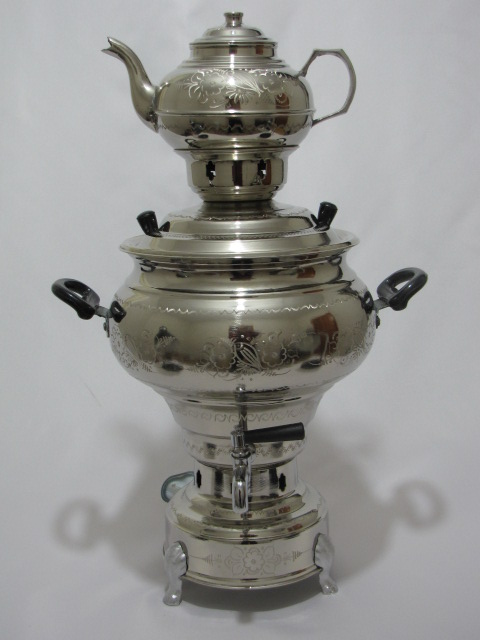
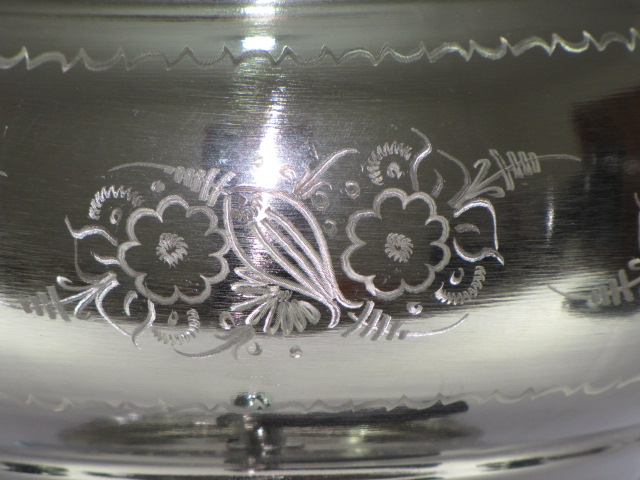
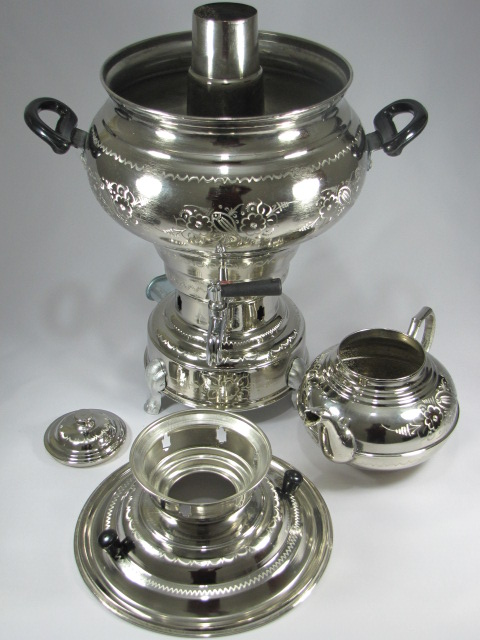

## 注脚
1. ↑  ЭЛЕКТРОСАМОВАР ЭСТ 3,0/1,0 - 220, Руководство по эксплуатации, Государственное унитарное предприятие "Машиностроительный завод "Штамп" им. Б.Л. ВанниковаЭ, 300004, г. Тула
2. ↑  "Birth of the Samovar?" （页面存档备份，存于）, Azerbaijan International, Autumn 2000 (8.3) Pages 42-44 (retrieved June 7, 2017)
3. ↑  , , Tula, Russia,   [2017-11-24], （原始内容存档于2010-02-01） （俄语）
4. ↑  Smith, R. E. F.; Christian, David. . Cambridge: Cambridge University Press. 1984: 240. ISBN 978-0-521-25812-8.
5. ↑  Kelley, Katie. . A History of Central Florida Podcast. 2014-06-05  [2016-01-24]. （原始内容存档于2020-11-07）.
6. ↑  Bandehy, Lily. . EBN SelfPublishing. 2016: 170  [2016-06-16]. ISBN 978-82-92527-26-9.
7. ↑  . Kashmir.net. 2012-06-08  [2017-11-24]. （原始内容存档于2020-10-02）.
8. ↑  . kousa.org. 2012-06-08  [2017-11-24]. （原始内容存档于2019-07-04）.